# Berkane
Cet article concerne la ville de Berkane. Pour la province, voir Province de Berkane.
Ne doit pas être confondu avec Barkhane.
 (octobre 2020).
Si vous disposez d'ouvrages ou d'articles de référence ou si vous connaissez des sites web de qualité traitant du thème abordé ici, merci de compléter l'article en donnant les références utiles à sa vérifiabilité et en les liant à la section « Notes et références ».
Berkane (en arabe : بركان, en berbère rifain: ⴱⵔⴽⴰⵏ)  est une ville située dans la région de l'Oriental au nord-est du Maroc. Chef-lieu de la province de Berkane, elle est sur le territoire historique de la tribu rifaine des Yat Iznassen,.  

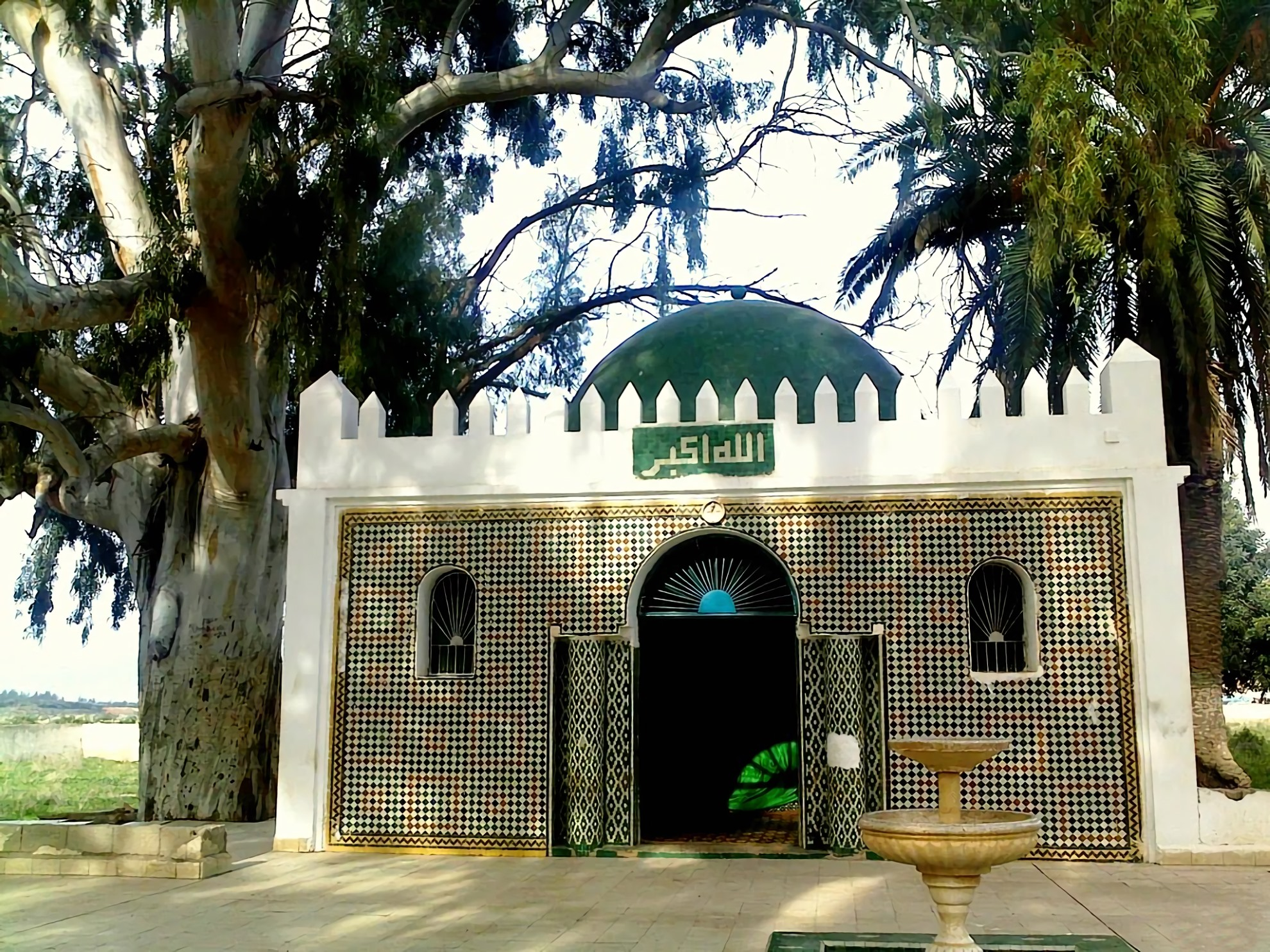
Mausolée de Sidi Mhand Aberkane.

## Toponymie
Le nom Berkane, qui signifie  « noir » en berbère rifain, se retrouve dans le nom du wali marocain nommé d'après Sidi Mhand Aberkane.
Le mausolée de Sidi Mhand Aberkane est toujours entretenu dans la ville de Berkane.

## Géographie
La ville de Berkane est située à l'extrémité nord du Maroc. La zone est limitée au nord par la Méditerranée (Saidia), à l'est par l'Oued Kiss (frontière avec l'Algérie), au sud par la chaine de montagne des Béni Snassen et à l'ouest par l'oued Moulouya.
La ville de Berkane se trouve à 80 km de la ville de Nador et 60 km de la ville d'Oujda, les deux autres grandes villes de L'Oriental.
La ville tient son nom du saint Sidi Mhand Aberkane, décédé en 868 du calendrier islamique (1463 du calendrier grégorien).

## Population
Selon le recensement officiel de 2014, Berkane comptait 120 710 habitants. Les estimations étaient de 109 237 habitants, en 2014. La population de l'agglomération s'élève elle à 306 901 habitants.
Le taux de croissance annuel de la population locale est sensiblement égal au taux à l'échelle nationale. Le taux de croissance de la population urbaine est passée de 33,6 % en 1960 à 53 % en 1982, les campagnes environnantes se vidant de leur population au profit de la ville.
Après les différentes sécheresses du début du XXe siècle, la région a connu une forte émigration vers l’Algérie et vers la région de Fès, où certains se sont installés définitivement.

## Économie
La région de Berkane dispose de 17 stations de conditionnement d'agrumes, dites sandiqa (de la caisse en marocain, le sandouk, et du Syndic, le syndicat union marocaine du travail) d'une capacité totale de 100.000 tonnes par an ce qui en fait la capitale des agrumes au Maroc. À l'instar d'Oujda la ville voisine, l'économie de Berkane se base également sur des transferts monétaires de Marocains résidant à l'étranger, la ville ayant une très forte communauté marocaine résidant en Europe notamment en France, aux Pays-Bas et en Belgique.
Le recrutement des journaliers se fait chaque matin sur le mouqaf, le marché aux journaliers situé boulevard Hassan II, près de la gare routière. Les travailleurs qui espèrent trouver de l'embauche sont principalement des campagnards de tous âges, parfois handicapés. Ce sont principalement des femmes. Attirés par le taux horaire plus élevé que dans le reste du Maroc, ils sont plus de 30 000 à chercher à se louer ainsi, chaque jour, venant principalement de la plaine du Gharb, mais aussi de Taza, Khémisset, Bouarfa... Les patrons qui recrutent sur ce marché sont principalement les exploitants agricoles et ceux des stations de conditionnement. Le secteur agricole est dominé par moins d'une vingtaine de familles, qui possèdent souvent plus de 300 hectares. Une fois le choix des travailleurs fait par les cabrane, ils sont transportés par lots de 90 à 100 en remorque agricole jusqu'aux champs, pour des journées de 10 à 14 heures, la plupart n'étant pas déclarés. En cas d'interruption de la demi-journée par la pluie, aucune heure n'est payée.
Outre le mépris des habitants de Berkane, qui leur vaut des sobriquets péjoratifs (comme Daghlawa pour les ouvrières venant du Gharb, ou Branssa pour celles venant de Taza), elles habitent dans les quartiers les plus insalubres, des bidonvilles pour certains : Sifoune, Douar Beniguide, Douar Laghraba (de ghrib, étranger).... Les femmes ouvrières agricoles, appelées ninjas à cause de leur tenue (bottes, deux pantalons l'un sur l'autre, plusieurs vestes et voile qui ne laisse apparaître que les yeux, tous ces vêtements portés pour faire face au froid), subissent une condition plus dure que les hommes : elles sont fréquemment insultées, violentées, harcelées sexuellement et violées. Les jeunes ouvrières se voient refuser tout travail si elles refusent de céder aux cabranes (recruteur), au contremaître, au patron ou à sa famille. Leur exploitation sexuelle est institutionnalisée : avant le début de la journée de travail, on leur fait ôter leur voile, pour choisir celle qui « fera la cuisine » (bach tayab), pour « faire le ménage » (mchatte tsayaq) ou encore « faire des heures sup' » (mchate tatkhtafe lblaysse). Il arrive que cette exploitation provoque une grève des autres femmes en solidarité.
Par ailleurs, la province de Berkane est le grenier à blé de l'Oriental marocain. De nombreuses semouleries fabriquent le célèbre couscous à partir du blé de la région de Berkane. Cette région approvisionne l'Oriental et le reste du Maroc en légumineuses et en fruits.

## Histoire
L'histoire des travailleurs agricoles de Berkane commence dans les années 1960, lorsque des familles entières de paysans sont amenées pour travailler dans l'usine Arômes du Maroc, propriété de Moulay Abdellah, frère du roi Hassan II, et qui étaient logées dans des tentes au douar Laghraba. Les deux entrées, au nord et au sud, sont surveillées. Après 1973, le camp se transforme petit à petit en quartier construit en dur par les habitants. La société Arômes du Maroc est ensuite vendue à la Sicor, société industrielle des conserves de l'Oriental, qui licencie à partir de 1994 et fait faillite en 1998.

## Art culinaire
En plus des plats qu'on trouve dans d'autres régions du Maroc et de l'Algérie, la cuisine de Berkane se distingue par ses spécialités régionales : makouda[pas clair].
- Khringo : sorte de crêpe avec des petites alvéoles sur une face, d'où son surnom de « mille trous » (appelé khringo au Rif mais baghrir ailleurs au Maroc).
- Kaâk : biscuit sec en forme de soleil à base de farine, d'anis et de fenouil.
- Khoubbiz : plat à base d'herbes (blettes), qui ressemblent aux épinards. Ce plat est partout au Maroc.
- Cabouya, bsi-bsi : courges de la région orientale en général.
- Karane : plat à base de farine de pois chiches, très apprécié dans la région, on l'accompagne d'une boisson locale nommée barida.

## Transport
Berkane ne possède aucun aéroport. Le plus proche et le plus utilisé pour s’y rendre est celui de Oujda-Angad International, à 48 km de Berkane, desservi par Ryanair, Royal Air Maroc, Transavia, etc. en provenance entre autres de Charleroi, Orly et Düsseldorf.  
D’autres favorisent les aéroports de Nador Al Aroui (81 km) et de Melilla (86 km).

## Musique

### Reggada
L'origine du mot provient du nom d’un village nommé Aïn Reggada (situé au Maroc) qui se situe à 9 km de Berkane. Il est utilisé pour désigner un genre de musique spécifique à la région.

Cette musique est fortement rythmée par le bendir et la ghaïta ou le zamar (sorte de flûte à deux cornes). La Reggada se rapproche d'autres musiques locales comme el-Mangouchi, l'Allaoui aarfa et le Tazi. On la danse avec des mouvements d'épaules, un fusil (ou un bâton), en frappant des pieds contre le sol au rythme de la musique.

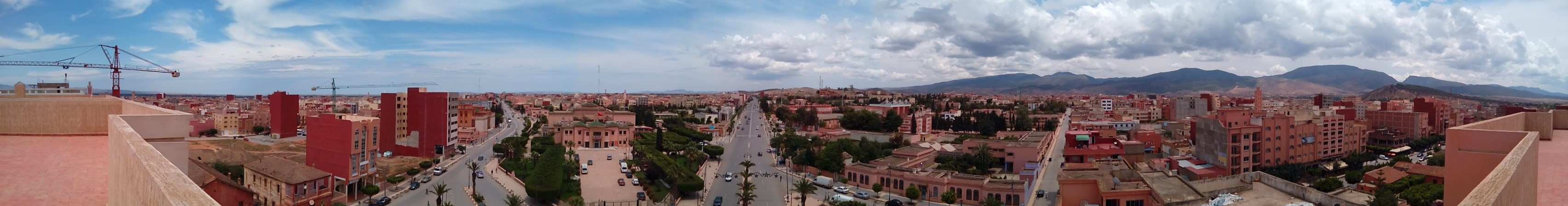
Vue panoramique du centre-ville de Berkane.

## Sport

### Athlétisme
En athlétisme, la ville a vu grandir Hicham El Guerrouj, double champion olympique, plusieurs fois champion du monde en demi-fond.

### Basket-ball
En 2013 l'équipe poursuit sur sa lancée en s'adjugeant la première Coupe du Trône de son histoire face au Maghreb de Fès 73-65.

### Football
La Renaissance sportive de Berkane (RSB) est une équipe de football qui joue en 1re division du championnat marocain Botola.

#### Palmarès
- Vice-champion du 1re division en 1983-84.
- Finaliste de la Coupe du trône : Casablanca 1987 et Rabat 2014.
- Vainqueur de la Coupe du Trône en 2018, 2022 et 2023.
- Finaliste de la Coupe de la confédération en 2019.
- Vainqueur de la Coupe de la confédération en 2020, 2022 et 2025.
- Vainqueur de la Supercoupe de la CAF en 2022.
- Champion de la 1ère division du Maroc en 2025.

### Handball
En 2011, l'équipe de handball locale a réalisé le doublé Coupe du Trône et Championnat, et en 2012 elle arriva à disputer la demi-finale du championnat africain. 

## Personnalités

### Monde politique
- Mbarek Bekkaï (1907-1961), premier chef de gouvernement du Maroc indépendant.
- Abbas El Fassi (né en 1940), premier ministre du Maroc (2007), né à Berkane.
- Fatima Moussaoui (1964), femme politique belge, née à Berkane.
- Rachid Madrane ministre de la jeunesse et des sports en Belgique.
- Fouzi Lekjaa, ministre chargé du budget depuis 2021.

### Culture
- Wallen (1978), chanteuse de RnB et de hip-hop française.
- Mohammed Saoud (1959), artiste peintre, leader du digital-art, auteur de la danse d'une veuve.
- Said Mellouki (1951), écrivain, poète, philosophe, auteur de Cris du silence.
- Noureddine Kachti (1956-2010), critique de cinéma.

### Sports
- Hakim Ziyech, international marocain né et formé aux Pays-Bas évoluant à Galatasaray.
- Mattéo Guendouzi, international francais originaire de Berkane né et formé en France évoluant à la Lazio de Rome.
- Couhaib Driouech, International marocain né et formé aux Pays-Bas évoluant au PSV Eindhoven.
- Oussama Idrissi, international marocain né et formé aux Pays-Bas évoluant au CF Pachuca au Mexique.
- Hicham El Guerrouj, légende de l'athlétisme, double médaillé olympique à Athènes et plusieurs fois champion du monde en athlétisme et plusieurs fois élu sportif de l'année.
- Abdelkader El Brazi, gardien de but de l'équipe nationale marocaine de football au mondial 1998.
- Adil Rami, ancien défenseur international de l'équipe de France de football.
- Mohamed Chaouch, né le 12 décembre 1966 près de Berkane, footballeur marocain (ce milieu de terrain offensif, qui a fait l'essentiel de sa carrière dans le championnat de France, a participé à la coupe du monde 1994 avec la sélection marocaine).
- Mounir El Hamdaoui, ancien attaquant de la sélection marocaine ayant fait les beaux jours de l'Ajax Amsterdam (Pays-bas).
- Fouzi Lekjaa, président actuel de la Fédération royale marocaine de football depuis 2014 et ancien président de la Renaissance de Berkane.
- Nasser Larguet, ancien entraîneur de l'Olympique de Marseille, ancien directeur technique de la FRMF, directeur technique de l'Arabie saoudite.
- Abdelhak Nouri, footballeur marocain, ancien joueur de l'Ajax Amsterdam considéré comme l'un des meilleurs espoirs du football néerlandais, il survit à un arrêt cardiaque dans un match contre le Werder Brême le 8 juillet 2017 avant d'être plongé dans un coma artificiel à la suite de lésions cérébrales.

## Jumelages
- Zeist (Pays-Bas)
- Bondy (France)
- Saint-Gilles (Belgique)
- Belleu (France)